# Topper (Zwetschge)
Topper ist eine Zwetschgensorte, die 1988 in der Forschungsanstalt Geisenheim von Helmut Jacob gezüchtet wurde. 

## Ertrag und Sorten
Sie bringt hohe und regelmäßige Erträge, ist schwachwüchsig und scharkatolerant. Sie ist für den Hausgarten gut geeignet.
Die Sorte entstand 1988 in der Forschungsanstalt Geisenheim aus einer Kreuzung der Elternsorten Čačaks Beste und Auerbacher. Der Sortenschutz wurde 1996 beantragt. Sie ist schwach wachsend, blüht mittelspät und ist selbstbefruchtend. Sie ist relativ regen- und frostunempfindlich. Die Frucht reift spät, mit oder nach der Hauszwetschge.
Die Frucht ist mittelgroß bis groß, länglich, blau und beduftet. Das Fruchtfleisch ist gelb und gut steinlösend, dabei fest und saftig. Die Frucht ist gut lagerfähig. Der Geschmack ist sehr gut und aromatisch. Der Fruchtertrag setzt sehr früh ein und ist sehr hoch und regelmäßig. Bei sehr starkem Fruchtertrag leidet jedoch das Aroma, weshalb in diesem Fall eine Ausdünnung empfohlen wird.
Topper ist wenig krankheitsanfällig, das heißt die Sorte hat eine gute Blatt- und Holzgesundheit und ist nur wenig anfällig für Monilia. Die Frucht ist gegenüber der Scharka-Krankheit tolerant. In manchen Jahren neigt die Sorte zu Doppelfrüchtigkeit, was jedoch im Hausgarten kein Problem ist.